# David Pérez Puga
David Pérez Puga (Maside, província de Pontevedra, 8 d'octubre de 1922- 2 de maig de 1982) fou un advocat i polític gallec, senador per Pontevedra en les legislatures constituent i primera.

## Biografia
Després de realitzar el batxillerat a Vigo, va cursar els estudis de dret a la Universitat de Santiago de Compostel·la. Ha exercit com a lletrat assessor i sotssecretari provincial d'ordenació social en la Delegació de Sindicats a Vigo. Especialitzat en Dret Administratiu, Polític i Sindical, pertanyia al Cos Tècnic de l'Administració Civil de l'Estat i al Cos de Lletrats de l'Organització Sindical.
Ha estat Delegat Provincial de treball a Càceres, president de la Societat per al Desenvolupament Industrial de Galícia. Sotssecretari Nacional d'Ordenació Social i Secretari general del Consell Nacional de Treballadors, des de 1965, fins a ser nomenat Director General de Comerç Interior en 1970, cessant en aquest càrrec en 1973. Representant en la Conferència Internacional de Treball en Ginebra. Va ser Procurador en Corts per l'Organització Sindical en diverses Legislatures i, en la X, en representació familiar per la província de Pontevedra, escollit en 1971. President de la Comissió de Treball. Ha estat Conseller de la Caixa Municipal d'Estalvis de Vigo i president de SODIGA.
El 1977 formà part del Partit Gallec Independent, que es va integrar en la UCD, partit pel que fou escollit senador per la província de Pontevedra a les eleccions generals espanyoles de 1977 i 1979. Ha estat membre de la Diputació Permanent del Senat d'Espanya (1978-1979). Fou membre de la Comissió dels Nou i condecorat amb la Gran Creu de l'Orde del Mèrit Civil. Malalt d'asma, durant el cop d'estat del 23 de febrer fou desallotjat del Congrés dels Diputats per problemes de salut. Va morir d'una aturada cardíaca a l'Hospital Ramón y Cajal de Madrid el 2 de maig de 1982.